# Brunnera
Brunnera is een geslacht van drie soorten uit de ruwbladigenfamilie (Boraginaceae). Het geslacht is vernoemd naar de Zwitserse botanicus Brunner.
De kleine blauwe bloemen staan dicht opeen. De stengels zijn behaard.

## Soorten
In Nederland staat het kaukasisch vergeet-mij-nietje (Brunnera macrophylla) op de wachtkamerlijst van nieuwe planten in Nederland. De soort wordt betrekkelijk veel aangeplant en heeft de neiging van daaruit te verwilderen.
Hiernaast kent het geslacht nog:
- Brunnera orientalis
- Brunnera sibirica